# Thiên Thịnh trường ca
Thiên Thịnh trường ca (tiếng Anh: The Rise of Phoenixes) (tiếng Trung: 天盛长歌; bính âm: Tiānshèng Cháng Gē) là một bộ phim truyền hình Trung Quốc năm 2018 dựa trên tiểu thuyết Hoàng Quyền (tiếng Trung: 凰权) của Thiên Hạ Quy Nguyên, với bối cảnh diễn ra ở vương quốc hư cấu Thiên Thịnh. Phim được đóng chính bởi 2 diễn viên thực lực là Trần Khôn và Nghê Ni. Bộ phim được công chiếu trên Đài truyền hình Hồ Nam bắt đầu từ ngày 14 tháng 8 năm 2018, và sau đó trên Netflix từ ngày 14 tháng 9 năm 2018. Bộ phim đã trở thành một trong những chương trình truyền hình được đánh giá cao nhất năm, được đề cử cho một số giải thưởng, bao gồm Phim truyền hình xuất sắc nhất tại Giải thưởng Truyền hình Châu Á, và giành giải Quay phim xuất sắc nhất tại Liên hoan Truyền hình Thượng Hải lần thứ 25.

## Tóm tắt
Sở Vương Ninh Dịch (Trần Khôn) là Lục hoàng tử của vương quốc Thiên Thịnh. Là người có trí tuệ tài hoa hơn người, kiên nhẫn thận trọng, ngấm ngầm xây dựng thế lực riêng dưới vỏ bọc một vị hoàng tử vô lo vô nghĩ, ngày qua ngày chỉ chú tâm vào chuyện may vá quần áo; bề ngoài tuy ngây ngô, không màng chuyện chính trị, nhưng bên trong lại là một người có dã tâm lớn, che giấu thực tài, từng bước mưu đoạt ngôi vị Hoàng đế. Hắn đã học cách che giấu tính cách thật của mình đằng sau vẻ ngoài vô tư, sau vụ một số quan chức triều đình tham nhũng và gian dối đã dàn dựng vu khống Tam hoàng tử Ninh Kiều, anh trai cùng cha khác mẹ của Ninh Dịch, với tội danh phản quốc 18 năm về trước. Trong thập kỷ tiếp theo, Ninh Dịch thiết lập một mạng lưới mật tin do Hiệu trưởng Học viện Thanh Minh (tương đương với hiệu trưởng trường đại học ngày nay), Viện thủ Tân Tử Nghiên lãnh đạo, chờ đợi cơ hội chín muồi để hạ gục kẻ thù, lật lại những cáo buộc chống lại người anh cùng cha khác mẹ của mình, người hắn luôn coi là một minh quân.
Phượng Tri Vi (Nghê Ni) là cháu gái của Đô đốc Thu Thượng Kỳ, người bị ép gả thay con gái của Thu Đô đốc trong một cuộc hôn nhân sắp đặt với Sở Vương Ninh Dịch. Sau khi thuyết phục Ninh Dịch từ bỏ cuộc hôn nhân, nàng bị hãm hại hàm oan, bị trục xuất khỏi gia môn. Với sự giúp đỡ của Ninh Dịch và Tân Viện thủ, nàng nữ cải nam trang và gia nhập Học viện Thanh Minh danh tiếng, giúp đỡ Ninh Dịch mưu đồ việc lớn sau khi vào triều với tư cách là Quốc sĩ vô song, khiến cả triều đình kinh ngạc về tài năng và kiến thức của mình.
Phượng Tri Vi - cải tên Nguỵ Tri khi vào triều, vẫn trung thành và trung thực với đương kim Hoàng đế, người đã coi trọng lời khuyên thẳng thắn và khôn ngoan của nàng trong cuộc chiến giành ngai vàng của các hoàng tử, nhưng nàng buộc phải tiết lộ danh tính thật của mình khi hoàng đế muốn gả cho con gái là công chúa Thiều Ninh cho. Sau khi bị bắt và bị kết án tử hình, nàng được ân xá nhờ Ninh Dịch, hiệu trưởng Tân và thái giám của hoàng đế, sau khi Ninh Dịch cầu xin Hoàng đế cho nàng một cơ hội lập công chuộc tội, đi thực hiện một nhiệm vụ ngoại giao cùng với mình. Trong khi thực hiện nhiệm vụ, hai người nhận ra tình cảm của đối phương cũng như của chính bản thân mình. Sau khi Ninh Dịch mắc một căn bệnh truyền nhiễm trong khi cố gắng phá hủy quyền lực của Thường gia và suýt chết, hai người đã thổ lộ tình cảm với nhau, và dự định sẽ xin hoàng đế cho phép kết hôn khi trở về kinh.
Cuối cùng Phượng Tri Vi phát hiện ra bí mật về thân thế của chính mình: nàng vốn mang dòng dõi hoàng tộc triều đại trước. Bị kẻ tiểu nhân gian nịnh châm ngòi hãm hại, lại thêm nợ nước thù nhà khi biết rằng vương triều Thiên Thịnh hiện tại được xây dựng trên xác chết của những người thân, Tri Vi quyết định trả thù, từ đây trở mặt thành thù với Ninh Dịch.

## Dàn diễn viên

### Diễn viên chính
| Diễn viên | Tính cách                                 | Miêu tả |
| --------- | ----------------------------------------- | --- |
| Trần Khôn | Ninh Dịch (宁 弈)                         | Lục Hoàng tử của Vương quốc Thiên Thành, hiệu Sở Vương. Sắc sảo, tính toán và với một ý thức công lý mạnh mẽ và công minh, anh tìm cách trả thù cho những người thân yêu của mình, những người đã bị các đối thủ chính trị gài bẫy và tàn sát. Anh thể hiện mình là một hoàng tử vô tư, không có tham vọng lên ngôi, trong khi bí mật xây dựng mạng lưới chính trị và các mối quan hệ của mình để lật tẩy những người đã vu oan và hành quyết anh trai cùng cha khác mẹ của mình vì tội phản quốc 18 năm trước. Sau đó, anh chuyển mục tiêu đến những người chịu trách nhiệm về cái chết của mẹ anh. Anh ấy phải lòng tính cách thô bạo, không thuần thục và hay trêu chọc của Tri Vi, và luôn cố gắng hết sức để giữ cho cô ấy sống sót. |
| Nghê Ni   | Phượng Tri Vi (凤 知 微) Ngụy Tri (魏 知) | Cô cháu gái bị ghẻ lạnh của Thu gia, người có thân phận thật là công chúa cuối cùng của triều đại Đại Thành đã sụp đổ. Nàng bị buộc phải thế chỗ con gái của Thu Đô đốc trong một cuộc hôn nhân sắp đặt với Ninh Dịch, sau đó đã tìm cách khiến Ninh Dịch tự mình hủy hôn. Không biết về lai lịch của bản thân, nàng nghĩ rằng quân lính hoàng gia đã đến để bắt nàng vì tội giết ai đó, trong khi thực ra họ được lệnh giết toàn gia của tướng Cố Hoành (thủ lĩnh của Huyết Phù Đồ, cận vệ của hoàng đế tiền triều). Để sống sót và cứu gia đình mình, nàng tìm kiếm sự giúp đỡ của Ninh Dịch. Hắn gợi ý nàng cải trang nam và giúp nàng theo học tại Học viện Thanh Minh danh tiếng. Nàng gia nhập triều đình với tư cách là một viên quan được trọng vọng, với bí danh là Ngụy Tri sau khi được Hoàng đế chọn làm Quốc sĩ vô song. Cuối cùng nàng phải lòng Ninh Dịch, nhưng ngay từ khi bị ép gả thay Thu Ngọc Lạc đã bị mẹ (mẹ nuôi - Thu Minh Anh) ép phải thề rằng sẽ không bao giờ lấy hắn. |

### Các diễn viên khác

#### Hoàng tộc Thiên Thịnh
| Diễn viên      | Nhân vật                  | Miêu tả |
| -------------- | ------------------------- | --- |
| Nghê Đại Hồng  | Ninh Thế Chinh (宁 世 征) | Người trị vì 60 tuổi của Vương quốc Thiên Thịnh. Một người tính toán và đa nghi, có khả năng cân bằng các phe phái khác nhau trong triều đình của mình. Mặc dù tàn nhẫn khi đối diện với vấn đề tồn vong của đế chế, nhưng sâu bên trong ông vẫn thể hiện tình cảm đối với những người con. Yale, phối ngẫu Yan và là mẹ của Ninh Dịch, luôn là người phụ nữ ông yêu nhất.                                                                                            |
| Hai Yitian     | Ninh Xuyên (宁川)         | Đại Hoàng tử của Vương quốc Thiên Thịnh, Thái tử. Mặc dù tham vọng, tàn nhẫn và độc ác, anh ta thiếu khả năng phán đoán và sáng suốt, và phụ thuộc rất nhiều vào Thường Hải và các cố vấn khác để lập chiến lược cho anh ta. Mang trong mình một phần dòng máu họ Thường, Thái tử được hậu thuẫn bởi Thường gia. Ninh Xuyên đã sử dụng Huyết Phù Đồ để loại bỏ các đối thủ chính trị của mình trong gần hai thập kỷ và là kẻ chủ mưu đằng sau cái chết của Ninh Kiều. |
| Thị An         | Ninh Thăng (宁 昇)        | Nhị Hoàng tử của Vương quốc Thiên Thành, Yến Vương. Tham vọng và tàn nhẫn, là ứng cử viên hàng đầu cho ngai vàng. Giống như Thái tử, cũng mang một phần dòng máu họ Thường và được hậu thuẫn bởi Thường gia. |
| Liu Zhehui     | Ninh Kiều (宁乔)          | Tam Hoàng tử của Vương quốc Thiên Thịnh, sau này được truy phong làm Trang Nghị Thái tử. Là người đã bị giết oan sau khi bị đối thủ của mình vu oan tội phản quốc. Trước khi qua đời, anh có mối quan hệ thân thiết với Ninh Dịch. |
| Tong Shao      | Ninh Nghiên (宁 研)       | Ngũ Hoàng tử của Vương quốc Thiên Thành, Triệu Vương. Không có đầu óc và tham lam, anh ta là tay sai của Thái tử, cho đến khi bị Tân Tử Nghiên khích rằng lẽ ra anh ta nên là Thái tử, cho nên đã hạ bệ Ninh Xuyên. |
| Qu Gaowei      | Ninh Tề (宁 齐)           | Thất Hoàng tử của Vương quốc Thiên Thành, Ngụy Vương. Trở về kinh sau mười năm ở biên giới. Là một hoàng tử thẳng thắn và rất yêu mẹ mình. Anh ta trở nên tàn nhẫn và đầy tham vọng và cuối cùng coi Ninh Dịch là kẻ thù lớn nhất của mình. Ning Tề đã cố gắng hết sức để loại bỏ anh khỏi cuộc tranh giành ngôi vị. |
| Vương Khải Tập | Ninh Tễ (宁 霁)           | Thập Hoàng tử của Vương quốc Thiên Thành, Hoàng tử Duẩn. Con trai út của hoàng đế. Một cậu bé tốt bụng, luôn tin tưởng và kính trọng Ninh Dịch. |
| Từ Hảo         | Ning Shao (宁 韶)         | Công chúa Thiều Ninh của Vương quốc Thiên Thành, được Hoàng đế và Thái tử yêu thương hết mực. Thiếu Ninh rất hận Sở Vương Ninh Dịch, người đã tính kế hãm hại anh trai ruột của cô – Thái tử Ninh Xuyên. Trong một lần gặp gỡ Ngụy Tri (Phượng Tri Vi) ở Học viện Thanh Minh, liền đem lòng yêu thương Ngụy Tri. |
| Mai Đình       | Yale (雅 乐)              | Yan phi. Công chúa của bộ tộc Hoàng hôn và mẹ của Ninh Dịch. Bà được cho là đã bị giết vì tội phù thủy, nhưng thực ra đã bị giam giữ trong một căn phòng không cửa sổ trong hai mươi năm qua và cuối cùng được thả khi Ninh Dịch phát hiện ra sự thật và đàm phán với hoàng đế. |
| Yu Mingjia     | Thường Yongmei            | Thường Quý phi, mẹ ruột của Ninh Thăng. Thành viên của Thường gia, em gái của cố Hoàng hậu (mẹ của Ninh Xuyên và Thiều Ninh). |
| Chu Nhuệ       | Khánh phi (月 泠)         | Người tình của Triệu Tụng Hương, Thái tử của Vương triều. Giả vờ cộng tác với Ninh Kỳ nhưng thực chất là đang âm mưu hạ bệ hoàng đế. Vào triều với thân phận một thị nữ và âm mưu lật đổ hoàng triều bằng cách gieo rắc mối bất hòa giữa hoàng đế và các con trai của ông. Cô là con gái của Sanhu. |
| Wang Oulei     | Vương phu nhân (王 才 人) | Một người thiếp tốt bụng nhưng không được sủng ái của hoàng đế. Mẹ ruột của Ninh Tề. |
| Chen Yingying  | Yijun                     | Công chúa nước Ngụy. |

#### Các quan lại Thiên Thịnh
| Diễn viên      | Nhân vật                 | Miêu tả |
| -------------- | ------------------------ | --- |
| Quan lại       |                          | |
| Triệu Lập Tân  | Tân Tử Nghiên (辛 子 砚) | Hiệu trưởng Học viện Thanh Minh. Có vẻ như là một cố vấn trong phe của Thái tử, nhưng thực ra là mưu sĩ, cũng là bạn tốt của Ninh Dịch. Là người mà trước lúc lâm chung Cố Thái tử Ninh Kiều đã giao phó Lục hoàng tử Ninh Dịch cho. |
| Vương Âu       | Hoa Quỳnh (华 琼)        | Con gái của một gia đình làng chài là nạn nhân của Thường Viễn, nhờ gặp gỡ với Phượng Tri Vi mà trở thành nữ tướng của triều Thiên Thịnh. Cô liên minh với Ninh Dịch và Ngụy Tri để đưa Thường Viễn ra trước công lý, từ đó trở thành bạn thân nhất của Tri Vi, luôn sát cánh bên nhau, thành bại có nhau. Là một nữ nhân mạnh mẽ kiên cường, dám yêu dám hận. Có mối tình sâu đậm với Yến Hoài Thạch. |
| Yin Zhusheng   | Thường Viễn (常 远)      | Mẫn Hải Thường Quốc công, người đứng đầu Thường gia. Một vị tướng dũng mãnh, người được coi là Trọng thần khai quốc của Vương quốc Thiên Thịnh và nắm giữ quyền lực to lớn trong triều đình. Ông là chú (cữu cữu) của cả Thái tử và Nhị hoàng tử. Ông được coi là mối đe dọa lớn nhất đối với quyền lực của Hoàng đế.                                                                                  |
| Xu Wei         | Thường Hải (常 海)       | Bác của Thái tử và nhị hoàng tử, và em trai của Mẫn Hải Thường Quốc công. Một đồng minh trung thành của Thái tử. |
| Lu Yong        | Thu Thượng Kỳ (秋 尚 奇) | Tổng tư lệnh bộ binh và lãnh đạo đội vệ binh Bóng bay. Có vẻ là đồng minh của Thái tử. Tuy nhiên, ông ta ưu tiên lợi ích của bản thân trên hết, và là một người trông coi hàng rào, người luôn đảm bảo an toàn trong chính trị. Bác trên danh nghĩa của Phượng Tri Vi. |
| Vương Sách     | Cố Diễn (顾 衍)          | Trưởng đoàn Vệ binh Hoàng gia. Ban đầu là Phó chỉ huy của Huyết Phù Đồ, sau đó vì bảo vệ thê nhi mà phản bội tổ chức, trở thành triều thần Thiên Thịnh, vì giải cứu đại tẩu và cháu ngoại trai mà đầu quân dưới trướng Ninh Dịch. |
| Qin Yan        | Yao Ying (姚 英)         | Tổng Bí thư Nội vụ. Đồng minh của Ninh Dịch. |
| Chang Cheng    | Peng Pei (彭 沛)         | Thượng thư Bộ Hình. Đồng minh của Ninh Thăng. |
| Ren Luomin     | Ge Hongying (葛鸿英)     | Trợ lý Bộ trưởng. Đồng minh của Ninh Nghiên. |
| Zhao Chengshun | Chunyu Hong (淳于 鸿)    | Cha của Chunyu Meng. |
| Thân tín       |                          | |
| Hou Yansong    | Triệu Nguyên (赵 渊)     | Thái giám đứng đầu thân tín của hoàng đế. Phụ trách Ban Nội chính. |
| Hách Lôi       | Ninh Trừng (宁 澄)       | Vệ sĩ thân tín của Ninh Dịch. |
| Song Jiayang   | Ning Qing (宁 清)        | Vệ sĩ của Ninh Dịch. Một cấp dưới của Ninh Trừng. |
| Du Hongbin     | Ninh Trác (宁 濯)        | Vệ sĩ của Ninh Dịch. Một cấp dưới của Ninh Trừng. |
| Lưu Vân        | Manchun (曼 春)          | Thị nữ thân tín của Ninh Dịch. |
| Rong Fei       | Wu Ying (吴英)           | Một thái giám được hoàng đế cử đi theo dõi Sở Vương Ninh Dịch nhưng quyết định trung thành với y sau khi nghe được sự thật đằng sau những âm mưu của Ninh Dịch. |
| Chen Liang     | Ah Chou (阿丑)           | Phụ tá đáng tin cậy của Gu Yan. |

#### Người dân Thiên Thịnh
| Diễn viên      | Nhân vật                  | Miêu tả |
| -------------- | ------------------------- | --- |
| Hồ Khả         | Đại Hoa (大 花)           | Vợ của Tân Tử Nghiên. Một người phụ nữ rất hay ghen và cũng rất yêu chồng. |
| Từ Kiếm        | Yến Hoài Thạch (燕 怀 石) | Con trai của Yến gia hiển hách của Mẫn Hải. Vào học tại Học viện Thanh Minh cùng lúc với Phượng Tri Vi (cải trang thành Ngụy Tri) và kết bạn với cô, biết cô là nữ. Sau này kết hôn với Hoa Quỳnh. |
| Liu Haoyan     | Chunyu Meng (淳于 猛)     | Con trai của một chiến binh mạnh mẽ. Trung thành với Ninh Dịch và hỗ trợ anh ta trong cuộc chinh phục của mình. |
| Mao Yi         | Yao Yangyu (姚 扬 宇)     | Con trai của Yao Ying. Là học sinh đứng đầu Học viện Thanh Minh, nhưng lại ngỗ ngược và kiêu ngạo. |
| Vương Gia Khởi | Châu Nhân (珠 茵)         | Con gái của một trong những vị tướng thân tín của Ninh Kiều. Châu Nhân là một mỹ nhân thướt tha yểu điệu, là cô nương đầu bảng của Lan Hương viện, là tỷ tỷ tốt luôn giúp đỡ và bảo vệ Phượng Tri Vi. Nàng vốn là một tiểu thư khuê các, nhưng do gia tộc gặp họa sát thân nên phải trở thành kỹ nữ, có mối thù không đội trời chung với Thái tử nên đứng về phe Ninh Dịch, cùng bàn bạc đại sự với Sở Vương và Tân viện thủ. Đồng thời nàng cũng tận dụng sắc đẹp và thân phận ca kỹ để tìm hiểu thông tin từ Thu phủ và Đông cung. |
| Thu gia        |                           | |
| Lưu Mẫn Đào    | Thu Minh Anh (秋 明 缨)   | Em gái của Thu Thượng Kỳ. Là chỉ huy tiền nhiệm (nữ soái) của đội quân Hoả Phượng lừng lẫy một thời. Bà nhận Tri Vi và nuôi nấng như con ruột. Bề ngoài là một phụ nữ hiền hoà nhưng trong lòng luôn nung nấu mối hận và mong muốn trả thù những người đã bức chết chồng bà 18 năm trước, trong đó có Sở Vương Ninh Dịch - người không ra tay nhưng đã trực tiếp tham gia. Cuối cùng, bà sẵn sàng chết cùng với con trai để bảo vệ Phượng Tri Vi.                                                                                    |
| Yang Ziyan     | Thu phu nhân (秋 夫人)    | Vợ của Thu Thượng Kỳ. |
| Đặng Sa        | Ngọc Hoa (玉华)           | Người vợ lẽ thứ năm của Thu Thượng Kỳ. Tính cách đanh đá, hay chảnh chọe với Phượng Tri Vi. Bề ngoài thì nông cạn nhưng thực ra nàng di nương này cũng là kẻ tâm tư cẩn mật, đầu óc thông minh, qua vài manh mối đã điều tra ra sự thật, là người đầu tiên trong Thu phủ biết thân phận thật của Phượng Tri Vi , nhưng nhanh chóng bị Thu Thượng Kỳ giết vì điều đó. |
| Hứa Ca         | Thu Ngọc Lạc (秋 玉 落)   | Đích nữ của Thu Thượng Kỳ. Là một tiểu thư kiêu căng hống hách, là viên ngọc quý trong tay Thu Đô đốc và phu nhân. Được Hoàng đế ban hôn với Sở Vương Ninh Dịch nhưng không thành. Luôn muốn làm bẽ mặt Tri Vi và Phượng Hạo nhưng chẳng bao giờ thành công. |
| Trường Long    | Phượng Hạo (凤 皓)        | Con trai ruột của Thu Minh Anh, người được dùng làm mồi nhử cho cô nhi Đại Thành, Phượng Tri Vi. Là một công tử ăn chơi, lười biếng, ngông nghênh nhưng cũng rất yêu mẹ và chị gái của mình, và cuối cùng chọn hy sinh bản thân để cho họ được sống. |

#### Đại Thành
| Diễn viên      | Nhân vật                            | Mô tả |
| -------------- | ----------------------------------- | --- |
| Bạch Kính Đình | Cố Nam Y (顾 南 衣)                 | Cố Nam Y là trẻ tự kỷ bị gia đình ruồng bỏ, được thủ lĩnh Huyết Phù Đồ thu nạp. Là một sát thủ, sau này trở thành vệ sĩ của Phượng Tri Vi, coi nàng là người quan trọng nhất trong cuộc đời hắn. Sau này Cố Nam Y trở thành tông chủ của Huyết Phù Đồ. |
| Tú Thanh       | Zong Chen (宗 宸)                   | Một trong những thủ lĩnh của Huyết Phù Đồ, và là cố vấn của Cố Nam Y. Anh ta đóng giả là một giáo viên của một trường tư, nhưng lại cực kỳ giỏi võ thuật và là một chuyên gia về y học.                                                                |
| Hei Zi         | Cố Hoành (顾 衡)                    | Lãnh đạo trước đây của Huyết Phù Đồ. Cha nuôi của Phượng Tri Vi; Chồng của Thu Minh Anh. |
| Tan Kai        | Hoàng đế của Đại Thành (大成 皇帝)  | Cha của Phượng Tri Vi. |
| Zhang Dinghan  | Hoàng hậu của Đại Thành (大成 皇后) | Mẹ của Phượng Tri Vi. |

#### Bộ lạc Kim Sư
| Diễn viên        | Tính cách                 | Miêu tả |
| ---------------- | ------------------------- | --- |
| Trương Hiểu Thần | Hách Liên Tranh (赫连 铮) | Người thừa kế của Jinshi, một vương quốc được cai trị bởi một bộ tộc du mục - phía Bắc Thiên Thịnh. Hách Liên Tranh được Thiên Thịnh Đế ban hôn với Phượng Tri Vi, hắn cũng thật lòng yêu nàng và không ngại bày tỏ tấm chân tình. Hắn tình nguyện vì Phượng Tri Vi làm tất cả, tận tâm tận lực giúp nàng hoàn thành sự nghiệp phục quốc. Hách Liên Tranh là một nam phụ vừa khí phách oai hùng lại vừa dịu dàng chung thủy, nhưng số phận lại bất hạnh. |
| Li Jingjing      | Liu Mudan (刘 牡丹)       | Grand Royal Consort. Mẹ kế của Helian Zheng, người đã nuôi nấng anh sau khi mẹ anh qua đời. |
| Qin Yong         | San Sun (三 隼)           | Tướng quân của Jinshi. |
| Zhou Kui         | Helian Lie (赫连 烈)      | Bác của Helian Zheng, và anh trai sinh đôi của Vua Jinshi trước đó, cũng tự xưng là Vua Nhiếp chính sau cái chết của người em song sinh của mình. |
| Deng Hanyu       | Helian Tu (赫连 图)       | Vua hiện tại của Jinshi, em trai cùng cha khác mẹ của Helian Zheng. Được sử dụng bởi Helian Lie như một vị vua bù nhìn. |

#### Vương quốc Đại Duyệt
| Diễn viên    | Nhân vật           | Mô tả |
| ------------ | ------------------ | --- |
| Viên Hoằng   | Tấn Tư Vũ (晋思羽) | Tam Hoàng tử của Đại Duyệt, được phong tước An vương. An vương có mối thù sâu nặng với Hách Liên Tranh và Ninh Dịch. Sau khi bắt Phượng Tri Vi làm con tin và chứng kiến tài năng của nàng, Tấn Tư Vũ dần yêu nàng. |
| Shen Xiaohai | Zhanbi (占 壁)     | Một điệp viên của Đại Duyệt, người yêu của Yale. |

| Diễn viên       | Nhân vật                                                  | Mô tả |
| --------------- | --------------------------------------------------------- | --- |
| Chi Feng        | Aunt Ziying (凌英姑姑)                                    | |
| Chen Sisi       | Erhua (二花)                                              | Em gái của Đại Hoa |
| Dai Xu          | Chang Zhongxin (常忠信)                                   | Con trai thứ hai của Thường Viễn. |
| Lv Xia          | Liu Meiduo (刘梅朵)                                       | Em gái của of Liu Mudan. Là vị hôn thê trước của Si Yinlun và là the former lover of Hách Liên Tranh. |
| Zhang Zhizhong  | Xu Qirui (徐启瑞)                                         | Minister of Rites. |
| Sun Ning        | Hu Shengshan (胡圣山)                                     | |
| Liu Jun         | Wu Yuanming (吴渊铭)                                      | |
| Yang Haoyu      | Zhou Xizhong (周希中)                                     | |
| Dang Haoyu      | San Hu (三虎)                                             | |
| Liu Haibo       | Zhangsun Hong (长孙弘)                                    | Tứ hoàng tử của Cheng Dynasty, anh trai của Phượng Tri Vi. |
| Zhang Ruoxing   | Qian Yan (钱彦)                                           | |
| Wu You          | Ni Wenyu (倪文昱)                                         | |
| Zheng Yu        | Si Xian (司宪)                                            | |
| Luan Yuanhui    | Trần Thiệu (陈绍)                                         | Trần Thiệu xuất hiện mang thân phận hải tặc đối đầu với mệnh quan triều đình. Là một người dân vì thiên tai cùng tham quan mà bị bức đến đường cùng, trở thành tay sai của Thường gia, làm đủ việc ác. Sau khi giết Lâm Nhậm Kỳ, đọc được tấu chương y viết thì nhận ra sự thật, cải tà quy chính quy thuận Sở Vương để lật đổ Thường gia. |
| Li Wenping      | Bố của Trần Thiệu (陈绍父亲)                              | |
| Dai Wenwen      | Si Yinle (司隐乐)                                         | Em gái của Si Yinlun. |
| Sui Yumeng      | Yao Yangci (姚扬慈)                                       | Con gái của Secretary Yao. Là người rất thông minh. |
| Zhang Xinying   | Hua Gongmei (华宫眉)                                      | |
| He Miao         | Hu Jingshui (胡静水)                                      | |
| Cai Yatong      | Jiarong (佳荣)                                            | maternal cousin của Ninh Dịch, và là một trong số ít những thành viên còn lại của bộ tộc Sunset. |
| Yue Xin         | Siling (四翎)                                             | |
| Zhao Yanmin     | Li Shiru (厉世和)                                         | |
| Chen Youwang    | Elder Sizhi (四知长老)                                    | |
| Yan Zhiping     | Liu Yuanzheng (刘院正)                                    | |
| Tang Xu         | Lu Thái y (卢御医)                                        | |
| Dong Zhao       | Trương Thái y (张御医)                                    | |
| Zhang Shihong   | Thái y (御医)                                             | |
| Wu Yuanfang     | Thái y (御医)                                             | |
| Zhang Maolin    | Xu Shichang (许事昌)                                      | |
| Li Bin          | Royal Astronomer (灵台丞)                                 | |
| Xu Shaoying     | Guo Jun (郭俊)                                            | A general and subordinate of Jin Siyu. |
| Chi Wen         | Elder of Sunset Tribe (日落族族长)                        | |
| Deng Mingjiang  | Officer guarding the cliff (守崖官)                       | |
| Qu Guoxiang     | Old Horsekeeper (老马夫)                                  | Ban đầu là một sát thủ của Huyết Phù Đồ, who was taken in by the Crown Prince after the fall of the Cheng Dynasty. |
| Kang Fuzhen     | Young Horsekeeper (小马夫)                                | Old Horsekeeper's son. Là một chàng trai tốt bụng, đã cứu sống Ngụy Tri. |
| Chen Liwei      | Porter (担夫)                                             | |
| Jiang Zhongwei  | Physician of Pu Courtyard (浦园御医)                      | |
| Wen Zheng       | Officer of the Seal (奉印大臣)                            | |
| Teng Yi         | Sanhua (三花)                                             | Em gái của Đại Hoa |
| Zhang Yuxiao    | Sihua (四花)                                              | Em gái của Đại Hoa |
| Cheng Guodong   | Sir Hu (胡先生)                                           | |
| Zhang Ye        | Changji (长吉)                                            | Một cận vệ của Thiều Ninh công chúa |
| Yang Kaicheng   | Chang Zhongli (常忠礼)                                    | |
| Tang Xiawa      | Chang Zhongli's wife (常忠礼夫人)                         | |
| Jin Jing        | Hushi (扈室)                                              | |
| Ma Weifu        | Attendant Li (刘管事)                                     | |
| Cui Youbin      | Chang Zhongyi (常忠义)                                    | Con trai cả của Chang Yuan. |
| Feng Jun        | Nursemaid Chen (陈嬷嬷)                                   | |
| Zhang Yixin     | Consort Chang's nursemaid (常贵妃嬷嬷)                    | |
| Shi Min         | Palace maid of Hua Gongmei (华宫眉宫女)                   | |
| Xie Guohua      | Consort Chang's attendant (常贵妃内侍)                    | |
| Xu Li           | Ziyin (梓音)                                              | Một cung nữ của Vương phu nhân. |
| Zhou Xin        | Zhuxin (烛心)                                             | |
| Zhang Ziting    | Duo'er (朵儿)                                             | Một cung nữ của Thường Quý phi. |
| Hu Yilin        | Ying'er (莹儿)                                            | |
| Zhang Bo        | Chen Ming (陈明)                                          | |
| Sun Yiyang      | Xuanchen (宣辰)                                           | |
| Wu Bohang       | Lu Ming (陆明)                                            | |
| Wang Jiasui     | Qinyu (沁玉)                                              | |
| Zhang Luyao     | Lianmeng (怜梦)                                           | |
| Wang Ailin      | Bixia (碧霞)                                              | |
| Jiang Yunyun    | Xixue (惜雪)                                              | |
| Wang Yijie      | Xiwen (熙雯)                                              | Một kĩ nữ ở Lan Hương viện |
| Tian Shuang     | Qianmo (千茉)                                             | Một kĩ nữ ở Lan Hương viện |
| Cao Lei         | Prison Head (牢头)                                        | |
| Wang Hong       | Sun Xiang (孙祥)                                          | |
| Li Zhenyu       | Li Cai (李才)                                             | Một thị vệ của Ninh Tề. |
| Chang Wei       | Hoắc Lão Tam (霍老三)                                     | Cai ngục đã bảo vệ và làm bạn với Ninh Dịch trong suốt thời gian anh bị giam trong Tông Chính tự. Sau này được Ninh Dịch mang theo về kinh để dệt gấm Thục cho mình. |
| Ma Zhenrong     | Song Laoer (宋老二)                                       | |
| Luo Siyu        | Madam (老鸨)                                              | Madam of the dance house. |
|                 | Yunyun                                                    | Một kĩ nữ ở Lan Hương viện |
| Zhang Bo        | Chahu (茶壶)                                              | |
| Xu Zhifei       | Guest (客人)                                              | |
| Wu Youxi        | Physician 1 (郎中甲)                                      | |
| Song Dongxiao   | Physician 2 (郎中乙)                                      | |
| Shen Yang       | Xingyi (邢义)                                             | |
| Xing Xiaoyan    | Song Jie (宋杰)                                           | Một người lính hoàng gia được đưa đến Mẫn Hải. |
| Wang Chen       | Yu Xiu (余休)                                             | |
| Zheng Xiaozhong | Lin Renqi (林任奇)                                        | Investigatory Officer. |
| Xiang Yu        | Tướng chỉ huy đội quân của Ninh Tề (宁齐首领)             | |
| Wang Xi         | Captain Wei (卫队长)                                      | |
| Li Zhenyu       | Head Pirate (海盗头目)                                    | |
| Yao Weiping     | Monk (禅师)                                               | |
| Cao Yonggang    | Monk Wanjie (万劫禅师)                                    | Brother of Minister Xu. Author of Overview of Dacheng. |
| Li Du           | Coroner (仵作)                                            | |
| Fang Haowei     | Maid of Qiu Manor (秋府丫鬟)                              | |
| Zhang Ya'nan    | Noble lady (贵女)                                         | |
| Jiang Dongmei   | Một phi tần (贵妃)                                        | |
| Wang Yanjun     | Ning Sheng's subordinate (宁昇幕僚)                       | |
| Lao Yuan        | Một người làm ở Học viện Thanh Minh (青溟书院门房)        | |
| Lu Chenyang     | Dingsan (丁三)                                            | A servant of Minister Yao. |
| Wang Quan       | Đại thái giám bên cạnh Thiều Ninh công chúa (韶宁大太监)  | |
| Gao Fengyang    | Tiểu thái giám bên cạnh Thiều Ninh công chúa (韶宁小太监) | |
| Yao Zhuoran     | Một phụ nữ thường dân (民妇)                              | |
| Zhang Zisheng   | Chồng của người phụ nữ trên (民妇丈夫)                    | |
| Liu Muyu        | Xin Ziyan's servant (辛子砚仆人)                          | |
| Liu Hanyang     | Tie Nan (铁男)                                            | |
| Li Honglei      | Boss (店铺老板)                                           | |
| Zhao Shuai      | Một tiểu nhị (店小二)                                     | |
| Zhu Feng        | Officer 1 (官兵甲)                                        | |
| Sun Letian      | Officer 2 (官兵乙)                                        | |
| Shi Yafeng      | Một người tàn tật (瘸子)                                  | |
| Zhang Mengqiang | Chủ quán (摊主)                                           | |
| Ma Shuo         | Quản ngục (狱卒甲)                                        | |
| Chang Li        | Tù nhân (犯人甲)                                          | |
| Yang Feng       | Mật thám 2 (仵作甲)                                       | |
| Yi Yajun        | Mưu sĩ (师爷)                                             | |
| Chang Li        | Kẻ buôn người (人牙子)                                    | |
| Song Qingchang  | Elder (长老)                                              | |
| Wang Junheng    | Nhân viên tiệm thuốc (药铺伙计)                           | |
| Jiang Hongshi   | Thầy thuốc (御医)                                         | |
| Chong Yunpeng   | Thầy thuốc (御医)                                         | |
| Li Zhencheng    | Officer (官员)                                            | |
| Gao Wei         | Liu Guang (刘光)                                          | |
| Huang Junchao   | Second in-command of White Head Cliff (白头崖副将)        | |
| Yu Ganglong     | Execution military officer (行邢武官)                     | |
| Chen Zhuankai   | Execution civil officer (行邢文官)                        | |
| Cui Jun         | Servant (仆役乙)                                          | |
| Shi Junxian     | General (将军甲)                                          | |
| Liu Songbin     | Cheng Dynasty elders (大成遗老)                           | |
| Zhang Jianguo   | Cheng Dynasty elders (大成遗老)                           | |
| Zhang Dunyou    | Cheng Dynasty elders (大成遗老)                           | |
| Zhu Song        | Cheng Dynasty elders (大成遗老)                           | |
| Chi Dan         | Jinshi Ambassadors (金狮使臣)                             | |
| Yin Xiaoming    | Jinshi Ambassadors (金狮使臣)                             | |
| Tao Ci          | Jinshi Officials (金狮大臣)                               | |
| Yang Minggang   | Jinshi Officials (金狮大臣)                               | |
| Ding Hao        | Jinshi Officials (金狮大臣)                               | |
| Yin Gang        | Jinshi Officials (金狮大臣)                               | |
| Xu Zhengzhi     | Jinshi Officials (金狮大臣)                               | |
| Han Meimei      | Matrons of Honor (喜娘)                                   | |
| Liu Fang        | Matrons of Honor (喜娘)                                   | |
| Yang Huilin     | Matrons of Honor (喜娘)                                   | |
| Xu Li           | Nanny (乳母)                                              | Nhũ mẫu của Helian Tu. |
| Guo Yinyu       | Hậu duệ Thường gia (常氏子侄)                             | |
| Jing Haifeng    | Hậu duệ Thường gia (常氏子侄)                             | |
| Zhang Zhi       | Hậu duệ Thường gia (常氏子侄)                             | |
| Lei Chao        | Hậu duệ Thường gia (常氏子侄)                             | |
| Liu Bingchao    | Hậu duệ Thường gia (常氏子侄)                             | |

## Sản xuất
Quay phim chính bắt đầu vào ngày 27 tháng 5 năm 2017  và kết thúc vào ngày 12 tháng 12 năm 2017. Nó được tiết lộ rằng bộ phim cũng sử dụng ghi âm "thời gian thực" ("real-time" voice) trong quá trình quay phim.

### Đoàn làm phim
Bộ phim được đạo diễn bởi Shen Yan và Liu Haibo, và được viết bởi các tác giả tiểu thuyết internet Lu Jing (tác giả gốc), Lu Yi, Zou Yue, Wang Pei và Qiu Yongyi. Nhà thiết kế trang phục kiêm giám đốc nghệ thuật William Chang (The Flowers of War, Nhất đại tông sư) chịu trách nhiệm thiết kế trang phục cùng với Lu Fengshan và Fang Sizhe. Các thành viên đáng chú ý khác của đoàn làm phim bao gồm biên đạo múa đóng thế Yuan Bin (Long môn phi giáp), nhiếp ảnh gia chụp ảnh tĩnh Bao Xiangyu (Trở về, Mojin: The Lost Legend), nhà soạn nhạc Dong Yingda (Sweet Sixteen, All Quiet in Peking), nhà quay phim Li Xi (Love is Not Blind), giám đốc nghệ thuật Kun Xiaotong, biên tập viên Zhang Jia (Go Lala Go!). và nhà tư vấn nghi thức xã giao Li Bin (Lang Nha Bảng, The Legend of Mi Yue).

### Casting
Vào ngày 20 tháng 10 năm 2016, Trần Khôn được công bố là nam chính. Vào ngày 7 tháng 3 năm 2017, Nghê Ni được công bố là nữ chính. Đây cũng là bộ phim truyền hình đầu tiên của Nghê Ni. Dàn diễn viên còn lại được tiết lộ vào ngày 27 tháng 4 năm 2017.

### Địa điểm
Đây là bộ phim truyền hình đầu tiên được quay tại Xưởng phim Đường Thành, Tương Dương, được xây dựng riêng cho bộ phim giả tưởng Yêu Miêu truyện của đạo diễn Trần Khải Ca. Được biết, địa điểm được chọn không chỉ vì nó phù hợp với khoảng thời gian của bối cảnh câu chuyện mà còn vì địa điểm này không thường xuyên xuất hiện trong các bộ phim truyền hình, vì hầu hết các bộ phim lịch sử/cổ trang của Trung Quốc đều được quay tại Phim trường Hoành Điếm. Bộ phim cũng đã được quay ở những nơi khác bao gồm Vô Tích và Đô Quân.

### Hậu kỳ
Vào tháng 9 năm 2017, hai diễn viên Triệu Lập Tân và Trương Hiểu Thần đã tham dự Lễ trao giải Weibo, nơi Thiên Thịnh trường ca được trao giải "Phim truyền hình được mong đợi nhất".
Vào tháng 5 năm 2018, thông tin được tiết lộ rằng tên tiếng Trung của bộ phim đã được thay đổi từ Hoàng Quyền hay Dịch Thiên Hạ (凰 权 • 弈 天下) thành Thiên Thịnh trường ca (天 盛 长 歌) và số tập đã chính thức được xác nhận là 70 tập.

## Nhạc phim
| STT | Nhan đề                                                 | Phổ lời                  | Phổ nhạc    | Singers      | Thời lượng |
| --- | ------------------------------------------------------- | ------------------------ | ----------- | ------------ | ---------- |
| 1.  | "To No Avail (奈何)" (Insert song)                      | Dong Yingda              | Dong Yingda | Sam Lee      | 3:40       |
| 2.  | "If Like Yesterday (如昨)" (Concept song)               | Zhang Pengpeng, Lin Qiao | Wu Shuting  | Liu Xijun    | 5:06       |
| 3.  | "Schemes of the Heart (心·机)" (Insert song)            | Cui Shu                  | Dong Yingda | Tracy Wang   | 3:02       |
| 4.  | "Schemes; Love Comes Along (心机·爱相随)" (Insert song) | Dong Yingda              | Dong Yingda | Xu Hongbin   | 3:02       |
| 5.  | "Like Dust (轻尘)" (Insert song)                        | Zhang Ying               | Chen Xueran | Tang Hanxiao | 3:07       |
| 6.  | "Why to No Avail (何·奈何)" (Ending theme song)         | Dong Yingda              | Dong Yingda | Nghê Ni      | 2:58       |

## Tiếp nhận
Do nhịp độ chậm và cốt truyện nặng nề, bộ phim có tỷ suất người xem thấp, và 70 tập ban đầu đã bị cắt xuống còn 56 tập trên truyền hình. Tuy nhiên, điểm Douban của bộ phim đã lên tới 8,3/10 với hơn 113.000 phiếu bầu, khiến nó trở thành bộ phim được đánh giá cao nhất trong số tất cả các bộ phim truyền hình đã phát sóng trong kỳ nghỉ hè và là một trong những bộ phim truyền hình được đánh giá cao nhất trong năm cho đến nay.

## Xếp hạng
| Hunan Satellite TV first broadcast ratings | Hunan Satellite TV first broadcast ratings                                    | Hunan Satellite TV first broadcast ratings                                    | Hunan Satellite TV first broadcast ratings                                    | Hunan Satellite TV first broadcast ratings                                    | Hunan Satellite TV first broadcast ratings                                    | Hunan Satellite TV first broadcast ratings                                    | Hunan Satellite TV first broadcast ratings                                    |
| Air date                                   | Episode                                                                       | CSM52 city network ratings                                                    | CSM52 city network ratings                                                    | CSM52 city network ratings                                                    | National Internet ratings                                                     | National Internet ratings                                                     | National Internet ratings                                                     |
| Air date                                   | Episode                                                                       | Ratings (%)                                                                   | Audience share (%)                                                            | Rank                                                                          | Ratings (%)                                                                   | Audience share (%)                                                            | Rank                                                                          |
| ------------------------------------------ | ----------------------------------------------------------------------------- | ----------------------------------------------------------------------------- | ----------------------------------------------------------------------------- | ----------------------------------------------------------------------------- | ----------------------------------------------------------------------------- | ----------------------------------------------------------------------------- | ----------------------------------------------------------------------------- |
| 2018-08-14                                 | 1-2                                                                           | 0.558                                                                         | 2.09                                                                          | 3                                                                             | 0.73                                                                          | 2.89                                                                          | 4                                                                             |
| 2018-08-15                                 | 3-4                                                                           | 0.539                                                                         | 2.05                                                                          | 5                                                                             | 0.69                                                                          | 2.76                                                                          | 5                                                                             |
| 2018-08-16                                 | 5-6                                                                           | 0.486                                                                         | 1.84                                                                          | 5                                                                             | 0.73                                                                          | 2.82                                                                          | 5                                                                             |
| 2018-08-17                                 | Due to the broadcast of the Tanabata Love Song, it was suspended for one day. | Due to the broadcast of the Tanabata Love Song, it was suspended for one day. | Due to the broadcast of the Tanabata Love Song, it was suspended for one day. | Due to the broadcast of the Tanabata Love Song, it was suspended for one day. | Due to the broadcast of the Tanabata Love Song, it was suspended for one day. | Due to the broadcast of the Tanabata Love Song, it was suspended for one day. | Due to the broadcast of the Tanabata Love Song, it was suspended for one day. |
| 2018-08-18                                 | 7                                                                             | 0.233                                                                         | 0.92                                                                          | 10                                                                            | 0.48                                                                          | 1.96                                                                          | 5                                                                             |
| 2018-08-19                                 | 8-9                                                                           | 0.425                                                                         | 1.56                                                                          | 6                                                                             | 0.58                                                                          | 2.32                                                                          | 3                                                                             |
| 2018-08-20                                 | 10-11                                                                         | 0.474                                                                         | 1.75                                                                          | 6                                                                             | 0.63                                                                          | 2.45                                                                          | 9                                                                             |
| 2018-08-21                                 | 12-13                                                                         | 0.416                                                                         | 1.58                                                                          | 7                                                                             | 0.5                                                                           | 1.92                                                                          | 4                                                                             |
| 2018-08-22                                 | 14-15                                                                         | 0.379                                                                         | 1.39                                                                          | 7                                                                             | 0.53                                                                          | 2.03                                                                          | 4                                                                             |
| 2018-08-23                                 | 16-17                                                                         | 0.453                                                                         | 1.7                                                                           | 9                                                                             | 0.65                                                                          | 2.51                                                                          | 3                                                                             |
| 2018-08-24                                 | 18                                                                            | 0.154                                                                         | 0.61                                                                          | 16                                                                            | 0.16                                                                          | 0.69                                                                          | 10                                                                            |
| 2018-08-25                                 | 19                                                                            | 0.262                                                                         | 0.97                                                                          | 8                                                                             | 0.34                                                                          | 1.36                                                                          | 3                                                                             |
| 2018-08-26                                 | 20-21                                                                         | 0.35                                                                          | 1.3                                                                           | 6                                                                             | 0.46                                                                          | 1.78                                                                          | 2                                                                             |
| 2018-08-27                                 | 22-23                                                                         | 0.367                                                                         | 1.35                                                                          | 7                                                                             | 0.46                                                                          | 1.78                                                                          | 4                                                                             |
| 2018-08-28                                 | 24-25                                                                         | 0.382                                                                         | 1.43                                                                          | 6                                                                             | 0.52                                                                          | 1.96                                                                          | 3                                                                             |
| 2018-08-29                                 | 26-27                                                                         | 0.434                                                                         | 1.62                                                                          | 6                                                                             | 0.46                                                                          | 1.75                                                                          | 4                                                                             |
| 2018-08-30                                 | 28-29                                                                         | 0.396                                                                         | 1.48                                                                          | 6                                                                             | 0.48                                                                          | 1.85                                                                          | 3                                                                             |
| 2018-09-01                                 | 30                                                                            | 0.303                                                                         | 1.04                                                                          | 7                                                                             | 0.33                                                                          | 1.12                                                                          | 4                                                                             |
| 2018-09-02                                 | 31-32                                                                         | 0.466                                                                         | 1.78                                                                          | 6                                                                             | 0.38                                                                          | 1.51                                                                          | 5                                                                             |
| 2018-09-03                                 | 33-34                                                                         | 0.44                                                                          | 1.69                                                                          | 6                                                                             | 0.36                                                                          | 1.48                                                                          | 6                                                                             |
| 2018-09-04                                 | 35-36                                                                         | 0.533                                                                         | 2.11                                                                          | 5                                                                             | 0.41                                                                          | 1.65                                                                          | 4                                                                             |
| 2018-09-05                                 | 37-38                                                                         | 0.536                                                                         | 2.16                                                                          | 5                                                                             | 0.42                                                                          | 1.82                                                                          | 3                                                                             |
| 2018-09-06                                 | 39-40                                                                         | 0.525                                                                         | 2.14                                                                          | 6                                                                             | 0.39                                                                          | 1.64                                                                          | 4                                                                             |
| 2018-09-07                                 | 41                                                                            | 0.331                                                                         | 1.29                                                                          | 8                                                                             | 0.25                                                                          | 0.98                                                                          | 8                                                                             |
| 2018-09-08                                 | 42                                                                            | 0.34                                                                          | 1.35                                                                          | 7                                                                             | 0.35                                                                          | 1.39                                                                          | 7                                                                             |
| 2018-09-09                                 | 43-44                                                                         | 0.498                                                                         | 1.98                                                                          | 6                                                                             | 0.37                                                                          | 1.5                                                                           | 6                                                                             |
| 2018-09-10                                 | 45-46                                                                         | 0.625                                                                         | 2.51                                                                          | 5                                                                             | 0.40                                                                          | 1.64                                                                          | 7                                                                             |
| 2018-09-11                                 | 47-48                                                                         | 0.532                                                                         | 2.15                                                                          | 5                                                                             | 0.39                                                                          | 1.62                                                                          | 7                                                                             |
| 2018-09-12                                 | 49-50                                                                         | 0.507                                                                         | 2.02                                                                          | 5                                                                             | 0.38                                                                          | 1.57                                                                          | 8                                                                             |
| 2018-09-13                                 | 51-52                                                                         | 0.493                                                                         | 2.01                                                                          | 7                                                                             | 0.41                                                                          | 1.70                                                                          | 6                                                                             |
| 2018-09-14                                 | 53                                                                            | 0.3                                                                           | 1.15                                                                          | 10                                                                            | 0.24                                                                          | 0.93                                                                          | 13                                                                            |
| 2018-09-15                                 | 54                                                                            | 0.437                                                                         | 1.65                                                                          | 5                                                                             | 0.45                                                                          | 1.69                                                                          | 7                                                                             |
| 2018-09-16                                 | 55-56                                                                         | 0.569                                                                         | 2.17                                                                          | 5                                                                             | 0.46                                                                          | 1.87                                                                          | 7                                                                             |

## Giải thưởng và đề cử
| Lễ trao giải                              | Hạng mục                                         | Người được đề cử        | Kết quả   | Tham khảo |
| ----------------------------------------- | ------------------------------------------------ | ----------------------- | --------- | --------- |
| Giải thưởng Hoa Đỉnh lần thứ 24           | Nam diễn viên chính xuất sắc nhất                | Trần Khôn               | Đề cử     | [ 32 ]    |
| Giải thưởng Hoa Đỉnh lần thứ 24           | Nữ diễn viên chính xuất sắc nhất (Phim cổ trang) | Nghê Ni                 | Đề cử     | [ 32 ]    |
| Giải thưởng Hoa Đỉnh lần thứ 24           | Nam diễn viên phụ xuất sắc nhất                  | Triệu Lập Tân           | Đề cử     | [ 32 ]    |
| Giải Bạch Ngọc Lan lần thứ 25             | Phim truyền hình hay nhất                        |                         | Đề cử     | [ 33 ]    |
| Giải Bạch Ngọc Lan lần thứ 25             | Đạo diễn xuất sắc nhất                           | Thẩm Nghiêm, Lưu Hải Ba | Đề cử     | [ 33 ]    |
| Giải Bạch Ngọc Lan lần thứ 25             | Nam diễn viên chính xuất sắc nhất                | Trần Khôn               | Đề cử     | [ 33 ]    |
| Giải Bạch Ngọc Lan lần thứ 25             | Quay phim tốt nhất                               | Lý Tử                   | Đoạt giải | [ 33 ]    |
| Giải Bạch Ngọc Lan lần thứ 25             | Chỉ đạo nghệ thuật tốt nhất                      |                         | Đề cử     | [ 33 ]    |
| Giải thưởng Truyền hình Châu Á lần thứ 24 | Phim bộ hay nhất                                 |                         | Đề cử     | [ 34 ]    |